# Círculo eleitoral de Portalegre
Círculo eleitoral de Portalegre é um dos 22 círculos eleitorais plurinominais da Assembleia da República. O círculo eleitoral foi estabelecido em 1976, quando a Assembleia da República foi instituída pela Constituição após a restauração da democracia. É contíguo ao distrito de Portalegre. O círculo eleitoral elege atualmente dois dos 230 membros da Assembleia da República usando o sistema eleitoral de representação proporcional de lista fechada. Nas eleições legislativas de 2024, teve 93.106 eleitores registrados.

## Sistema eleitoral
Portalegre elegem atualmente 2 dos 230 deputados à Assembleia da República, cerca de 0,8% da composição total do Parlamento português, segundo o sistema eleitoral de representação proporcional de lista fechada. A atribuição dos lugares é efetuada segundo o método D'Hondt.

## Resultados das eleições
| Ano  | %    | D   | %           | D           | %       | D       | %       | D       | %      | D      | %   | D   | %    | D  | %    | D   | %    | D   | %   | D   | %    | D    | %   | D   | %       | D       | % | D | %  | D  | %  | D  |
| Ano  | PS   | PS  | PCP/APU/CDU | PCP/APU/CDU | PPD/PSD | PPD/PSD | MDP/CDE | MDP/CDE | CDS-PP | CDS-PP | UDP | UDP | AD   | AD | FRS  | FRS | PRD  | PRD | PSN | PSN | B.E. | B.E. | PAN | PAN | PSD CDS | PSD CDS | L | L | CH | CH | IL | IL |
| ---- | ---- | --- | ----------- | ----------- | ------- | ------- | ------- | ------- | ------ | ------ | --- | --- | ---- | -- | ---- | --- | ---- | --- | --- | --- | ---- | ---- | --- | --- | ------- | ------- | - | - | -- | -- | -- | -- |
| 1975 | 52,4 | 3   | 17,5        | 1           | 9,9     | –       | 4,5     | –       | 4,0    | –      | 1,2 | –   |      |    |      |     |      |     |     |     |      |      |     |     |         |         |   |   |    |    |    |    |
| 1976 | 42,0 | 3   | 22,0        | 1           | 10,1    | –       |         |         | 13,9   | –      | 1,0 | –   |      |    |      |     |      |     |     |     |      |      |     |     |         |         |   |   |    |    |    |    |
| 1979 | 29,7 | 1   | 29,3        | 1           | AD      | AD      | APU     | APU     | AD     | AD     | 1,7 | –   | 32,0 | 2  |      |     |      |     |     |     |      |      |     |     |         |         |   |   |    |    |    |    |
| 1980 | FRS  | FRS | 26,2        | 1           | AD      | AD      | APU     | APU     | AD     | AD     | 0,7 | –   | 33,4 | 2  | 32,4 | 1   |      |     |     |     |      |      |     |     |         |         |   |   |    |    |    |    |
| 1983 | 38,6 | 2   | 28,0        | 1           | 19,5    | 1       | APU     | APU     | 7,8    | –      | 0,6 | –   |      |    |      |     |      |     |     |     |      |      |     |     |         |         |   |   |    |    |    |    |
| 1985 | 23,7 | 1   | 25,1        | 1           | 20,9    | 1       | APU     | APU     | 4,9    | –      | 1,0 | –   | 18,8 | –  |      |     |      |     |     |     |      |      |     |     |         |         |   |   |    |    |    |    |
| 1987 | 25,2 | 1   | 20,8        | 1           | 37,4    | 1       | 0,7     | –       | 3,1    | –      | 0,7 | –   | 6,3  | –  |      |     |      |     |     |     |      |      |     |     |         |         |   |   |    |    |    |    |
| 1991 | 33,5 | 1   | 15,2        | –           | 38,9    | 2       |         |         | 3,3    | –      | –   | –   | 1,0  | –  | 1,8  | –   |      |     |     |     |      |      |     |     |         |         |   |   |    |    |    |    |
| 1995 | 50,5 | 2   | 14,0        | –           | 23,4    | 1       | 6,3     | –       | 0,8    | –      |     |     | 0,4  | –  |      |     |      |     |     |     |      |      |     |     |         |         |   |   |    |    |    |    |
| 1999 | 51,3 | 2   | 15,1        | –           | 22,6    | 1       | 5,9     | –       |        |        | 0,2 | –   | 1,2  | –  |      |     |      |     |     |     |      |      |     |     |         |         |   |   |    |    |    |    |
| 2002 | 45,3 | 2   | 12,4        | –           | 30,6    | 1       | 6,5     | –       |        |        | 1,6 | –   |      |    |      |     |      |     |     |     |      |      |     |     |         |         |   |   |    |    |    |    |
| 2005 | 54,8 | 2   | 12,1        | –           | 20,3    | –       | 4,2     | –       | 4,6    | –      |     |     |      |    |      |     |      |     |     |     |      |      |     |     |         |         |   |   |    |    |    |    |
| 2009 | 38,3 | 1   | 12,9        | –           | 23,8    | 1       | 8,0     | –       | 10,8   | –      |     |     |      |    |      |     |      |     |     |     |      |      |     |     |         |         |   |   |    |    |    |    |
| 2011 | 32,4 | 1   | 12,8        | –           | 32,5    | 1       | 10,1    | –       | 4,5    | –      | 0,5 | –   |      |    |      |     |      |     |     |     |      |      |     |     |         |         |   |   |    |    |    |    |
| 2015 | 42,4 | 1   | 12,2        | –           | CDS     | CDS     | PSD     | PSD     | 9,2    | –      | 0,8 | –   | 27,6 | 1  | 0,3  | –   |      |     |     |     |      |      |     |     |         |         |   |   |    |    |    |    |
| 2019 | 44,6 | 2   | 10,6        | –           | 20,1    | –       | 3,8     | –       | 8,1    | –      | 1,7 | –   |      |    | 0,6  | –   | 2,7  | –   | 0,5 | –   |      |      |     |     |         |         |   |   |    |    |    |    |
| 2022 | 47,2 | 2   | 7,6         | –           | 23,2    | –       | 1,2     | –       | 2,9    | –      | 0,6 | –   | 0,6  | –  | 11,5 | –   | 2,1  | –   |     |     |      |      |     |     |         |         |   |   |    |    |    |    |
| 2024 | 34,1 | 1   | 5,9         | –           | AD      | AD      | AD      | AD      | 23,3   | –      | 3,1 | –   | 0,8  | –  | 1,4  | –   | 24,6 | 1   | 1,9 | –   |      |      |     |     |         |         |   |   |    |    |    |    |
| 2025 | 28,0 | 1   | 5,2         | –           | AD      | AD      | AD      | AD      | 26,8   | –      | 1,3 | –   | 0,7  | –  | 1,7  | –   | 29,9 | 1   | 1,9 | –   |      |      |     |     |         |         |   |   |    |    |    |    |

## Deputados eleitos Círculo eleitoral de Portalegre
| Nome                         | Nome | Legislatura | Situação                      | Mandato | Tempo por legislatura | Tempo Total |
| ---------------------------- | ---- | ----------- | ----------------------------- | --- | --------------------- | ----------- |
| João Lopes Aleixo            | ch   | XVII        | Efetivo                       | 3 de junho de 2025 – presente | 17 dias               | 17 dias     |
| Luís Moreira Testa           | ps   | XIII        | Efetivo                       | 23 de outubro de 2015 – 28 de março de 2019 30 de março de 2019 – 2 de abril de 2019 6 de abril de 2019 – 9 de abril de 2019 13 de abril de 2019 – 15 de abril de 2019 15 de maio de 2019 – 25 de outubro de 2019 | 1423 dias             | 2325 dias   |
| Luís Moreira Testa           | ps   | XIV         | Efetivo                       | 25 de outubro de 2019 – 28 de março de 2022 | 885 dias              | 2325 dias   |
| Luís Moreira Testa           | ps   | XVII        | Efetivo                       | 3 de junho de 2025 – presente | 17 dias               | 2325 dias   |
| Henrique de Freitas          | ch   | XVI         | Efetivo                       | 26 de março de 2024 – 2 de junho de 2025 | 433 dias              | 433 dias    |
| Ricardo Pinheiro             | ps   | XIV         | Efetivo                       | 25 de outubro de 2019 – 7 de novembro de 2020 | 379 dias              | 2187 dias   |
| Ricardo Pinheiro             | ps   | XV          | Efetivo                       | 31 de março de 2022 – 26 de março de 2024 | 1375 dias             | 2187 dias   |
| Ricardo Pinheiro             | ps   | XVI         | Efetivo                       | 26 de março de 2024 – 2 de junho de 2025 | 433 dias              | 2187 dias   |
| Eduardo Alves                | ps   | XV          | Efetivo                       | 29 de março de 2022 – 25 de março de 2024 | 1377 dias             | 1377 dias   |
| Martina Jesus                | ps   | XIV         | Efetivo Temporário            | 7 de novembro de 2020 – 29 de março de 2022 | 507 dias              | 509 dias    |
| Martina Jesus                | ps   | XV          | Efetivo Temporário            | 29 de março de 2022 – 31 de março de 2022 | 2 dias                | 509 dias    |
| Cristóvão Crespo             | psd  | XI          | Efetivo                       | 15 de outubro de 2009 – 19 de junho de 2011 | 612 dias              | 3659 dias   |
| Cristóvão Crespo             | psd  | XII         | Efetivo                       | 20 de junho de 2011 – 22 de outubro de 2015 | 1585 dias             | 3659 dias   |
| Cristóvão Crespo             | psd  | XIII        | Efetivo                       | 23 de outubro de 2015 – 24 de outubro de 2019 | 1462 dias             | 3659 dias   |
| Pedro Murcela                | ps   | XIII        | Efetivo Temporário            | 28 de março de 2019 – 30 de março de 2019 2 de abril de 2019 – 6 de abril de 2019 9 de abril de 2019 – 13 de abril de 2019 15 de abril de 2019 – 15 de maio de 2019                                               | 40 dias               | 40 dias     |
| Nuno Mocinha                 | ps   | XII         | Efetivo Temporário            | 20 de junho de 2011 – 21 de junho de 2011 | 1 dias                | 1 dias      |
| Pedro Marques                | ps   | XII         | Efetivo                       | 21 de junho de 2011 – 20 de fevereiro de 2014 26 de março de 2014 – 6 de outubro de 2014 | 1169 dias             | 1169 dias   |
| Sandra Cardoso               | ps   | XII         | Efetivo Temporário/Definitivo | 20 de fevereiro de 2014 – 26 de março de 2014 6 de outubro de 2014 – 23 de outubro de 2015 | 416 dias              | 416 dias    |
| Júlio Miranda Calha          | ps   | I           | Efetivo                       | 3 de junho de 1976 – 23 de setembro de 1976 29 de agosto de 1978 – 3 de janeiro de 1980 | 604 dias              | 10415 dias  |
| Júlio Miranda Calha          | ps   | I           | Efetivo                       | 3 de janeiro de 1980 – 12 de novembro de 1980 | 314 dias              | 10415 dias  |
| Júlio Miranda Calha          | ps   | II          | Efetivo                       | 13 de novembro de 1980 – 30 de maio de 1983 | 928 dias              | 10415 dias  |
| Júlio Miranda Calha          | ps   | III         | Efetivo                       | 31 de maio de 1983 – 3 de novembro de 1985 | 887 dias              | 10415 dias  |
| Júlio Miranda Calha          | ps   | IV          | Efetivo                       | 4 de novembro de 1985 – 12 de agosto de 1987 | 764 dias              | 10415 dias  |
| Júlio Miranda Calha          | ps   | V           | Efetivo                       | 13 de agosto de 1987 – 3 de novembro de 1991 | 1543 dias             | 10415 dias  |
| Júlio Miranda Calha          | ps   | VI          | Efetivo                       | 4 de novembro de 1991 – 26 de outubro de 1995 | 1452 dias             | 10415 dias  |
| Júlio Miranda Calha          | ps   | VII         | Efetivo                       | 27 de outubro de 1995 – 30 de outubro de 1995 | 3 dias                | 10415 dias  |
| Júlio Miranda Calha          | ps   | VIII        | Efetivo                       | 25 de outubro de 1999 – 1 de dezembro de 1999 15 de janeiro de 2000 – 18 de setembro de 2000 3 de julho de 2001 – 5 de abril de 2002                                                                              | 560 dias              | 10415 dias  |
| Júlio Miranda Calha          | ps   | IX          | Efetivo                       | 5 de abril de 2002 – 9 de março de 2005 | 1069 dias             | 10415 dias  |
| Júlio Miranda Calha          | ps   | X           | Efetivo                       | 10 de março de 2005 – 14 de outubro de 2009 | 1679 dias             | 10415 dias  |
| Júlio Miranda Calha          | ps   | XI          | Efetivo                       | 15 de outubro de 2009 – 19 de junho de 2011 | 612 dias              | 10415 dias  |
| Ceia da Silva                | ps   | X           | Efetivo                       | 10 de março de 2005 – 27 de novembro de 2008 | 1358 dias             | 1358 dias   |
| Maria Idalina Trindade       | ps   | X           | Efetivo Definitivo            | 27 de novembro de 2008 – 15 de outubro de 2009 | 322 dias              | 322 dias    |
| Leonor Beleza                | psd  | IX          | Efetivo                       | 5 de abril de 2002 – 9 de março de 2005 | 1069 dias             | 1069 dias   |
| Zelinda Marouço Semedo       | ps   | VIII        | Efetivo                       | 25 de outubro de 1999 – 4 de abril de 2002 | 892 dias              | 1961 dias   |
| Zelinda Marouço Semedo       | ps   | IX          | Efetivo                       | 5 de abril de 2002 – 9 de março de 2005 | 1069 dias             | 1961 dias   |
| Francisco Camilo             | ps   | VII         | Efetivo                       | 27 de outubro de 1995 – 6 de abril de 1998 21 de maio de 1998 – 25 de outubro de 1999 | 1419 dias             | 1752 dias   |
| Francisco Camilo             | ps   | VIII        | Efetivo Temporário            | 1 de dezembro de 1999 – 15 de janeiro de 2000 18 de setembro de 2000 – 3 de julho de 2001 | 333 dias              | 1752 dias   |
| João Maçãs                   | psd  | V           | Efetivo                       | 13 de agosto de 1987 – 3 de novembro de 1991 | 1543 dias             | 3887 dias   |
| João Maçãs                   | psd  | VI          | Efetivo                       | 4 de novembro de 1991 – 26 de outubro de 1995 | 1452 dias             | 3887 dias   |
| João Maçãs                   | psd  | VIII        | Efetivo                       | 25 de outubro de 1999 – 4 de abril de 2002 | 892 dias              | 3887 dias   |
| Artur Torres Pereira         | psd  | IV          | Efetivo                       | 4 de novembro de 1985 – 12 de agosto de 1987 | 764 dias              | 2253 dias   |
| Artur Torres Pereira         | psd  | VII         | Efetivo                       | 27 de outubro de 1995 – 24 de outubro de 1999 | 1489 dias             | 2253 dias   |
| Francisco Fonenga            | ps   | VII         | Efetivo Temporário            | 30 de outubro de 1995 – 14 de dezembro de 1995 16 de janeiro de 1997 – 25 de outubro de 1999 | 1063 dias             | 1063 dias   |
| João Palmeiro                | ps   | VII         | Efetivo Temporário            | 14 de dezembro de 1995 – 13 de setembro de 1996 | 274 dias              | 274 dias    |
| Teresa Gil Narciso           | ps   | VII         | Efetivo Temporário            | 13 de setembro de 1996 – 16 de janeiro de 1997 6 de abril de 1998 – 21 de maio de 1998 | 170 dias              | 170 dias    |
| Maria da Conceição Rodrigues | psd  | VI          | Efetivo                       | 4 de novembro de 1991 – 26 de outubro de 1995 | 1452 dias             | 1452 dias   |
| Diamantino Dias              | pcp  | V           | Efetivo                       | 13 de agosto de 1987 – 3 de novembro de 1991 | 1543 dias             | 1543 dias   |
| Luis Roque                   | pcp  | IV          | Efetivo                       | 4 de novembro de 1985 – 12 de agosto de 1987 | 764 dias              | 2307 dias   |
| Luis Roque                   | pcp  | V           | Efetivo                       | 13 de agosto de 1987 – 3 de novembro de 1991 | 1543 dias             | 2307 dias   |
| Gil Romão                    | ps   | III         | Efetivo                       | 31 de maio de 1983 – 3 de novembro de 1985 | 887 dias              | 1651 dias   |
| Gil Romão                    | ps   | IV          | Efetivo                       | 4 de novembro de 1985 – 12 de agosto de 1987 | 764 dias              | 1651 dias   |
| Joaquim Miranda              | pcp  | I           | Efetivo                       | 3 de janeiro de 1980 – 12 de novembro de 1980 | 314 dias              | 2893 dias   |
| Joaquim Miranda              | pcp  | II          | Efetivo                       | 13 de novembro de 1980 – 30 de maio de 1983 | 928 dias              | 2893 dias   |
| Joaquim Miranda              | pcp  | III         | Efetivo                       | 31 de maio de 1983 – 3 de novembro de 1985 | 887 dias              | 2893 dias   |
| Joaquim Miranda              | pcp  | IV          | Efetivo                       | 4 de novembro de 1985 – 12 de agosto de 1987 | 764 dias              | 2893 dias   |
| João Malato Correia          | psd  | I           | Efetivo                       | 3 de janeiro de 1980 – 12 de novembro de 1980 | 314 dias              | 1965 dias   |
| João Malato Correia          | psd  | III         | Efetivo                       | 31 de maio de 1983 – 3 de novembro de 1985 | 887 dias              | 1965 dias   |
| João Malato Correia          | psd  | IV          | Efetivo                       | 4 de novembro de 1985 – 12 de agosto de 1987 | 764 dias              | 1965 dias   |
| João Nascimento Guerra       | ps   | III         | Efetivo                       | 31 de maio de 1983 – 3 de novembro de 1985 | 887 dias              | 887 dias    |
| Hélio Pereira                | cds  | II          | Efetivo                       | 6 de julho de 1982 – 10 de julho de 1982 20 de julho de 1982 – 23 de julho de 1982 | 7 dias                | 7 dias      |
| José Manuel Barradas         | psd  | II          | Efetivo                       | 13 de novembro de 1980 – 30 de maio de 1983 | 928 dias              | 928 dias    |
| Rui Gonçalves                | cds  | II          | Efetivo                       | 23 de abril de 1981 – 1 de junho de 1981 11 de junho de 1981 – 13 de junho de 1981 | 41 dias               | 41 dias     |
| António Joaquim Mendes Dias  | psd  | I           | Efetivo                       | 3 de janeiro de 1980 – 12 de novembro de 1980 | 314 dias              | 314 dias    |
| António Gervásio             | pcp  | I           | Efetivo                       | 3 de janeiro de 1980 – 12 de novembro de 1980 | 314 dias              | 314 dias    |
| José Manuel Casqueiro        | cds  | I           | Efetivo                       | 24 de dezembro de 1979 – 23 de junho de 1980 27 de junho de 1980 – 13 de novembro de 1980 | 321 dias              | 321 dias    |
| António Pinheiro Silva       | ps   | I           | Efetivo                       | 3 de junho de 1976 – 2 de janeiro de 1980 | 1308 dias             | 1308 dias   |
| João Barrento Henriques      | ps   | I           | Efetivo                       | 3 de junho de 1976 – 2 de janeiro de 1980 | 1308 dias             | 1308 dias   |
| João Taveira Pinto           | ps   | I           | Efetivo                       | 3 de junho de 1976 – 2 de janeiro de 1980 | 1308 dias             | 1308 dias   |
| Ludovina Rosado              | ps   | I           | Efetivo                       | 3 de junho de 1976 – 23 de julho de 1976 7 de outubro de 1976 – 24 de dezembro de 1979 | 1224 dias             | 1224 dias   |
| Luis Cidade Moura            | ps   | I           | Efetivo                       | 3 de junho de 1976 – 2 de janeiro de 1980 | 1308 dias             | 1308 dias   |
| Nicolau Dias Ferreira        | pcp  | I           | Efetivo                       | 3 de junho de 1976 – 2 de janeiro de 1980 | 1308 dias             | 1308 dias   |